# Nyctimystes persimilis
Espèce
Synonymes
- Litoria persimilis (Zweifel, 1958)

Statut de conservation UICN

 DD  : Données insuffisantes
Nyctimystes persimilis est une espèce d'amphibiens de la famille des Pelodryadidae.

## Répartition
Cette espèce est endémique de la chaîne Owen Stanley en Papouasie-Nouvelle-Guinée. Elle se rencontre entre 1 300 et 1 500 m sur le mont Dayman et le mont Simpson,.

## Description
Le mâle holotype mesure 40 mm.

## Publication originale
- Zweifel, 1958 : Frogs of the Papuan hylid genus Nyctimystes. American Museum novitates, no 1896, p. 1-51 (texte intégral).